# بابلو فيلا
بابلو فيلا (بالإسبانية: Pablo Villa)‏ (12 مارس 1976 في إسبانيا - ) هو مدرب كرة قدم ولاعب كرة قدم إسباني في مركز الهجوم. لعب مع راسينغ فيرول ونادي غوادالاخارا ونادي قرطبة ونادي ليغانيس وCF Trival Valderas ‏.

## وصلات خارجية
- بابلو فيلا على موقع عالم كرة القدم.نت (الإنجليزية)